# 한큐 3번가
한큐 3번가(일본어: 阪急三番街 한큐산반가이[*])는 일본 오사카부 오사카시 우메다에 있는 상업시설로 우메다역내의 상가이다. 3층에는 한큐 전철 플랫폼이 있고, 2층에는 역 시설들이, 1층에는 고속버스 승차장이 있다. 쇼핑센터는 지상 2층부터 지하 2층까지 입점해 있으며, 약 300개의 점포가 있다.